# Амелин, Михаил Петрович
Михаи́л Петро́вич Аме́лин (4 декабря 1896 года, село Соломино, Курская губерния — 9 сентября 1937 года, спецобъект НКВД УкрССР «Быковня») — советский военный деятель, армейский комиссар 2-го ранга (20.11.1935). Начальник политического управления Киевского военного округа (1934—1937). Член Военного Совета при наркоме обороны СССР. Расстрелян в 1937 году, реабилитирован посмертно. 

## Биография
Из бедняцкой крестьянской семьи. В 13 лет уехал к старшему брату в Донбасс, работал плотником, крепильщиком на шахте, столяром.
Служил в Русской императорской армии с 1915 года по мобилизации. Направлен в Рязанский 69-й пехотный полк, где окончил учебную команду и в чине унтер-офицера зачислен в полковую сапёрную команду. Воевал на Северо-Западном фронте. Вёл в полку антивоенную агитацию, из-за угрозы ареста бежал, был арестован, зачислен в штрафную роту. Бежал и оттуда, добрался до города Кыштым на Урале. После Февральской революции в мае 1917 года вернулся в армию, избран командиром роты. Во время Октябрьской революции был начальником сапёрного отряда. В ноябре 1917 года вступил в ряды РСДРП(б).
Вступил в Красную Армию в начале 1918 года, служил в Курском революционном полку. В январе 1919 года окончил трехмесячные курсы военных комиссаров. Участвовал в боевых действиях на фронтах Гражданской войны. Был чрезвычайным уполномоченным по снабжению войск Екатеринославского участка, заместителем председателя Одесского военного трибунала, уполномоченным Реввоенсовета 3-й Украинской армии, комиссаром 30-го стрелкового полка, начальником Бобринского боевого участка. Был ранен. С июля 1920 года в составе сводной курсантской дивизии воевал против армии генерала П. Н. Врангеля, будучи комиссаром отряда, политруком роты, комиссаром батальона.
С мая 1921 года был помощником комиссара 14-х Полтавских пехотных курсов комсостава, с октября 1921 по январь 1922 — комиссаром 68-х Полтавских пехотных курсов. Окончил Высшую военно-педагогическую школу в Москве в 1923 году. С сентября 1923 — военный комиссар Киевской пехотной школы командного состава. С декабря 1928 — помощник командира 14-го стрелкового корпуса по политчасти в Украинском военном округе. Одновременно с 1930 по 1934 годы был членом ЦКК КП(б)У. В январе 1931 года был назначен на должность заместителя начальника, а в апреле 1934 года — на должность начальника Политического управления Украинского военного округа. 
26 января—10 февраля 1934 года делегат XVII съезда ВКП(б).
Начиная с 1934 года, был членом Военного совета при народном комиссаре обороны СССР, с 1934 года — членом ЦК КП(б) Украины, в январе — июне 1934 года — кандидатом в члены, с июня 1934 года — членом Оргбюро ЦК КП(б) Украины, а с мая 1937 года — член Военного Совета Киевского военного округа.
19 июня 1937 года армейский комиссар 2-го ранга Михаил Петрович Амелин был арестован в связи с показаниями заместителя председателя СНК УССР Ильи Шелехеса.
В ходе следствия Амелин «признал себя виновным» и назвал как «участников заговора» 63 человека. Внесен в Сталинский расстрельный список от 25.08.1937 г. (особый отдел Киевского ВО) по 1-й категории. 8 сентября 1937 года по приговору выездной сессии ВКВС СССР в г. Киеве М. П. Амелин был приговорён к смертной казни и в ночь на 9 сентября 1937 г. расстрелян в числе 47 осужденных. Место захоронения — спецобъект НКВД УкрССР "Быковня". 18 апреля 1956 года был реабилитирован посмертно ВКВС СССР.
Жена Амелина Стефания Болеславовна (1904 — ?) была приговорена Особым совещанием НКВД СССР 2 ноября 1937 года к 8 годам лагерей. 17 февраля 1956 года была реабилитирована.

## Награды
- Орден Красного знамени (22.02.1933)
- Наградное оружие